# ADCYAP1R1
Hipofizni adenilat ciklazno aktivirajući polipeptidni receptor tip I (PAC1) je protein koji je kod ljudi kodiran ADCYAP1R1 genom. Za ovaj receptor se vezuje hipofizni adenilat ciklazno aktivirajući peptid.
1 je za membranu vezani protein, koji je u znatnoj meri homologan sa članovima klase B G protein spregnutih glukagonskih/sekretinskih receptora. Ovaj receptor posreduje različita dejstva adenilat ciklazno aktivirajućeg polipeptida 1 i pozitivno je spregnut sa adenilat ciklazom. Alternativno splajsovanje dva eksona ovog gena proizvodi četiri glavne splajsne varijante. 1 je izražen u nadbubrežnim žlezdama, pankreasu, materici, i mozgu.

## Literatura
- M, Stoffel; Espinosa R; Trabb JB (1995). „Human type I pituitary adenylate cyclase activating polypeptide receptor (ADCYAP1R): localization to chromosome band 7p14 and integration into the cytogenetic, physical, and genetic map of chromosome 7.”. Genomics. 23 (3): 697—9. PMID 7851900. doi:10.1006/geno.1994.1560.
- K, Ogi; Miyamoto Y; Masuda Y (1994). „Molecular cloning and functional expression of a cDNA encoding a human pituitary adenylate cyclase activating polypeptide receptor.”. Biochem. Biophys. Res. Commun. 196 (3): 1511—21. PMID 7902709. doi:10.1006/bbrc.1993.2423.
- T, Ohtaki; Masuda Y; Ishibashi Y (1994). „Purification and characterization of the receptor for pituitary adenylate cyclase-activating polypeptide.”. J. Biol. Chem. 268 (35): 26650—7. PMID 8253796.
- Pisegna JR, Wank SA (1996). „Cloning and characterization of the signal transduction of four splice variants of the human pituitary adenylate cyclase activating polypeptide receptor. Evidence for dual coupling to adenylate cyclase and phospholipase C.”. J. Biol. Chem. 271 (29): 17267—74. PMID 8663363. doi:10.1074/jbc.271.29.17267.
- C, Pantaloni; Brabet P; Bilanges B (1996). „Alternative splicing in the N-terminal extracellular domain of the pituitary adenylate cyclase-activating polypeptide (PACAP) receptor modulates receptor selectivity and relative potencies of PACAP-27 and PACAP-38 in phospholipase C activation.”. J. Biol. Chem. 271 (36): 22146—51. PMID 8703026. doi:10.1074/jbc.271.36.22146.
- RM, Solano; Carmena MJ; Carrero I (1996). „Characterization of vasoactive intestinal peptide/pituitary adenylate cyclase-activating peptide receptors in human benign hyperplastic prostate.”. Endocrinology. 137 (7): 2815—22. PMID 8770902. doi:10.1210/en.137.7.2815.
- Wei Y, Mojsov S (1997). „Tissue specific expression of different human receptor types for pituitary adenylate cyclase activating polypeptide and vasoactive intestinal polypeptide: implications for their role in human physiology.”. J. Neuroendocrinol. 8 (11): 811—7. PMID 8933357. doi:10.1046/j.1365-2826.1996.05191.x.
- P, Brabet; Diriong S; Journot L (1997). „Localization of the human pituitary adenylate cyclase-activating polypeptide receptor (PACAP1-R) gene to 7p15-p14 by fluorescence in situ hybridization.”. Genomics. 38 (1): 100—2. PMID 8954788. doi:10.1006/geno.1996.0600.
- L, Yon; Breault L; Contesse V (1998). „Localization, characterization, and second messenger coupling of pituitary adenylate cyclase-activating polypeptide receptors in the fetal human adrenal gland during the second trimester of gestation.”. J. Clin. Endocrinol. Metab. 83 (4): 1299—305. PMID 9543159. doi:10.1210/jc.83.4.1299.
- M, Steinhoff; McGregor GP; Radleff-Schlimme A (1999). „Identification of pituitary adenylate cyclase activating polypeptide (PACAP) and PACAP type 1 receptor in human skin: expression of PACAP-38 is increased in patients with psoriasis.”. Regul. Pept. 80 (1–2): 49—55. PMID 10235634. doi:10.1016/S0167-0115(99)00010-5.
- N, Zeng; Athmann C; Kang T (1999). „PACAP type I receptor activation regulates ECL cells and gastric acid secretion”. J. Clin. Invest. 104 (10): 1383—91. PMC 409843 . PMID 10562300. doi:10.1172/JCI7537.
- Dautzenberg FM, Mevenkamp G, Wille S, Hauger RL (2000). „N-terminal splice variants of the type I PACAP receptor: isolation, characterization and ligand binding/selectivity determinants”. J. Neuroendocrinol. 11 (12): 941—9. PMID 10583729. doi:10.1046/j.1365-2826.1999.00411.x.
- ML, Scaldaferri; Modesti A; Palumbo C (2000). „Pituitary adenylate cyclase-activating polypeptide (PACAP) and PACAP-receptor type 1 expression in rat and human placenta”. Endocrinology. 141 (3): 1158—67. PMID 10698193. doi:10.1210/en.141.3.1158.
- R, Busto; Prieto JC; Bodega G (2000). „Immunohistochemical localization and distribution of VIP/PACAP receptors in human lung”. Peptides. 21 (2): 265—9. PMID 10764955. doi:10.1016/S0196-9781(99)00202-8.
- Knutsson M, Edvinsson L (2002). „Distribution of mRNA for VIP and PACAP receptors in human cerebral arteries and cranial ganglia”. Neuroreport. 13 (4): 507—9. PMID 11930171. doi:10.1097/00001756-200203250-00030.
- M, Miampamba; Germano PM; Arli S (2002). „Expression of pituitary adenylate cyclase-activating polypeptide and PACAP type 1 receptor in the rat gastric and colonic myenteric neurons”. Regul. Pept. 105 (3): 145—54. PMID 11959368. doi:10.1016/S0167-0115(02)00003-4.
- SV, Le; Yamaguchi DJ; McArdle CA (2003). „PAC1 and PACAP expression, signaling, and effect on the growth of HCT8, human colonic tumor cells”. Regul. Pept. 109 (1–3): 115—25. PMID 12409223. doi:10.1016/S0167-0115(02)00194-5.
- E, Ronaldson; Robertson DN; Johnson MS (2003). „Specific interaction between the hop1 intracellular loop 3 domain of the human PAC(1) receptor and ARF”. Regul. Pept. 109 (1–3): 193—8. PMID 12409233. doi:10.1016/S0167-0115(02)00204-5.
- RL, Strausberg; Feingold EA; Grouse LH (2003). „Generation and initial analysis of more than 15,000 full-length human and mouse cDNA sequences”. Proc. Natl. Acad. Sci. U.S.A. 99 (26): 16899—903. PMC 139241 . PMID 12477932. doi:10.1073/pnas.242603899.
- K, Isobe; Tatsuno I; Yashiro T (2003). „Expression of mRNA for PACAP and its receptors in intra- and extra-adrenal human pheochromocytomas and their relationship to catecholamine synthesis”. Regul. Pept. 110 (3): 213—7. PMID 12573802. doi:10.1016/S0167-0115(02)00209-4.

## Spoljašnje veze
- „VIP and PACAP Receptors: PAC1”. IUPHAR Database of Receptors and Ion Channels. International Union of Basic and Clinical Pharmacology. Архивирано из оригинала 27. 12. 2015. г.